# Dirka po Italiji 2015
Dirka po Italiji 2015 (italijansko Giro d'Italia 2015) je 98. izvedba dirke po Italiji, tritedenske moške cestne kolesarske etapne dirke. Začela se je 9. maja v San Lorenzu al Mare in končala 31. maja v Milanu. Sodelovalo je 197 kolesarjev iz 22-ih ekip. Rožnato majico je drugič osvojil Alberto Contador (Tinkoff–Saxo), drugo mesto Fabio Aru, tretje pa Mikel Landa (oba Astana). Rdečo majico je osvojil Giacomo Nizzolo (Trek Factory Racing), modro majico Giovanni Visconti (Movistar Team), belo majico pa Fabio Aru.

## Ekipe
UCI WorldTeams
- AG2R La Mondiale
- Astana
- BMC Racing Team
- Cannondale–Garmin
- Etixx–Quick-Step
- FDJ
- Giant-Alpecin
- IAM Cycling
- Lampre–Merida
- Lotto–Soudal
- LottoNL–Jumbo
- Movistar Team
- Orica–GreenEDGE
- Team Katusha
- Team Sky
- Tinkoff–Saxo
- Trek Factory Racing

UCI Professional Continental teams
- Androni Giocattoli–Sidermec
- Bardiani–CSF
- CCC–Sprandi–Polkowice
- Southeast Pro Cycling
- Nippo–Vini Fantini

## Etape
| Etapa | Datum   | Štart/Cilj                                    | Razdalja    | Tip         | Tip                    | Zmagovalec             |             |
| ----- | ------- | --------------------------------------------- | ----------- | ----------- | ---------------------- | ---------------------- | ----------- |
| 1     | 9. maj  | San Lorenzo al Mare – Sanremo                 | 17.6 km     |             | ekipni kronometer      | Orica–GreenEDGE        |             |
| 2     | 10. maj | Albenga – Genova                              | 177 km      |             | ravninska etapa        | Elia Viviani (ITA)     |             |
| 3     | 11. maj | Rapallo – Sestri Levante                      | 136 km      |             | hribovito-gorska etapa | Michael Matthews (AUS) |             |
| 4     | 12. maj | Chiavari – La Spezia                          | 150 km      |             | hribovito-gorska etapa | Davide Formolo (ITA)   |             |
| 5     | 13. maj | La Spezia – Abetone                           | 152 km      |             | hribovito-gorska etapa | Jan Polanc (SLO)       |             |
| 6     | 14. maj | Montecatini Terme – Castiglione della Pescaia | 183 km      |             | ravninska etapa        | André Greipel (GER)    |             |
| 7     | 15. maj | Grosseto – Fiuggi                             | 264 km      |             | ravninska etapa        | Diego Ulissi (ITA)     |             |
| 8     | 16. maj | Fiuggi – Campitello Matese                    | 186 km      |             | gorska etapa           | Beñat Intxausti (ESP)  |             |
| 9     | 17. maj | Benevento – San Giorgio del Sannio            | 224 km      |             | hribovito-gorska etapa | Paolo Tiralongo (ITA)  |             |
|       | 18. maj | Civitanova Marche                             | dan počitka | dan počitka | dan počitka            | dan počitka            | dan počitka |
| 10    | 19. maj | Civitanova Marche – Forlì                     | 200 km      |             | ravninska etapa        | Nicola Boem (ITA)      |             |
| 11    | 20. maj | Forlì – Imola (Autodromo)                     | 153 km      |             | hribovito-gorska etapa | Ilnur Zakarin (RUS)    |             |
| 12    | 21. maj | Imola – Vicenza (Monte Berico)                | 190 km      |             | hribovito-gorska etapa | Philippe Gilbert (BEL) |             |
| 13    | 22. maj | Montecchio Maggiore – Jesolo                  | 147 km      |             | ravninska etapa        | Sacha Modolo (ITA)     |             |
| 14    | 23. maj | Treviso – Valdobbiadene                       | 59.4 km     |             | posamični kronometer   | Vasil Kirjienka (BLR)  |             |
| 15    | 24. maj | Marostica – Madonna di Campiglio              | 165 km      |             | gorska etapa           | Mikel Landa (ESP)      |             |
|       | 25. maj | Madonna di Campiglio                          | dan počitka | dan počitka | dan počitka            | dan počitka            | dan počitka |
| 16    | 26. maj | Pinzolo – Aprica                              | 174 km      |             | gorska etapa           | Mikel Landa (ESP)      |             |
| 17    | 27. maj | Tirano – Lugano (Švica)                       | 134 km      |             | ravninska etapa        | Sacha Modolo (ITA)     |             |
| 18    | 28. maj | Melide (Švica) – Verbania                     | 170 km      |             | hribovito-gorska etapa | Philippe Gilbert (BEL) |             |
| 19    | 29. maj | Gravellona Toce – Cervinia                    | 236 km      |             | gorska etapa           | Fabio Aru (ITA)        |             |
| 20    | 30. maj | Saint-Vincent – Sestriere                     | 196 km      |             | gorska etapa           | Fabio Aru (ITA)        |             |
| 21    | 31. maj | Torino – Milano                               | 185 km      |             | ravninska etapa        | Iljo Keisse (BEL)      |             |
|       | Skupaj  | Skupaj                                        | 3481,8 km   | 3481,8 km   | 3481,8 km              | 3481,8 km              | 3481,8 km   |

## Razvrstitev po klasifikacijah
| Etapa  | Zmagovalec       | Rožnata majica · | Rdeča majica ·  | Modra majica ·    | Bela majica ·    | Ekipno po času  | Ekipne po točkah |
| ------ | ---------------- | ---------------- | --------------- | ----------------- | ---------------- | --------------- | ---------------- |
| 1      | Orica–GreenEDGE  | Simon Gerrans    | brez            | brez              | Michael Matthews | Orica–GreenEDGE | Orica–GreenEDGE  |
| 2      | Elia Viviani     | Michael Matthews | Elia Viviani    | Bert-Jan Lindeman | Michael Matthews | Orica–GreenEDGE | Orica–GreenEDGE  |
| 3      | Michael Matthews | Michael Matthews | Elia Viviani    | Pavel Kochetkov   | Michael Matthews | Orica–GreenEDGE | Orica–GreenEDGE  |
| 4      | Davide Formolo   | Simon Clarke     | Elia Viviani    | Pavel Kochetkov   | Esteban Chaves   | Astana          | Orica–GreenEDGE  |
| 5      | Jan Polanc       | Alberto Contador | Elia Viviani    | Jan Polanc        | Fabio Aru        | Astana          | Orica–GreenEDGE  |
| 6      | André Greipel    | Alberto Contador | André Greipel   | Jan Polanc        | Fabio Aru        | Astana          | Orica–GreenEDGE  |
| 7      | Diego Ulissi     | Alberto Contador | Elia Viviani    | Jan Polanc        | Fabio Aru        | Astana          | Orica–GreenEDGE  |
| 8      | Beñat Intxausti  | Alberto Contador | Elia Viviani    | Beñat Intxausti   | Fabio Aru        | Astana          | Orica–GreenEDGE  |
| 9      | Paolo Tiralongo  | Alberto Contador | Elia Viviani    | Simon Geschke     | Fabio Aru        | Astana          | Astana           |
| 10     | Nicola Boem      | Alberto Contador | Nicola Boem     | Simon Geschke     | Fabio Aru        | Astana          | Astana           |
| 11     | Ilnur Zakarin    | Alberto Contador | Nicola Boem     | Beñat Intxausti   | Fabio Aru        | Astana          | Astana           |
| 12     | Philippe Gilbert | Alberto Contador | Nicola Boem     | Beñat Intxausti   | Fabio Aru        | Astana          | Astana           |
| 13     | Sacha Modolo     | Fabio Aru        | Elia Viviani    | Beñat Intxausti   | Fabio Aru        | Astana          | Astana           |
| 14     | Vasil Kirjienka  | Alberto Contador | Elia Viviani    | Beñat Intxausti   | Fabio Aru        | Astana          | Astana           |
| 15     | Mikel Landa      | Alberto Contador | Elia Viviani    | Beñat Intxausti   | Fabio Aru        | Astana          | Astana           |
| 16     | Mikel Landa      | Alberto Contador | Elia Viviani    | Steven Kruijswijk | Fabio Aru        | Astana          | Astana           |
| 17     | Sacha Modolo     | Alberto Contador | Giacomo Nizzolo | Steven Kruijswijk | Fabio Aru        | Astana          | Astana           |
| 18     | Philippe Gilbert | Alberto Contador | Giacomo Nizzolo | Steven Kruijswijk | Fabio Aru        | Astana          | Astana           |
| 19     | Fabio Aru        | Alberto Contador | Giacomo Nizzolo | Giovanni Visconti | Fabio Aru        | Astana          | Astana           |
| 20     | Fabio Aru        | Alberto Contador | Giacomo Nizzolo | Giovanni Visconti | Fabio Aru        | Astana          | Astana           |
| 21     | Iljo Keisse      | Alberto Contador | Giacomo Nizzolo | Giovanni Visconti | Fabio Aru        | Astana          | Astana           |
| Skupaj | Skupaj           | Alberto Contador | Giacomo Nizzolo | Giovanni Visconti | Fabio Aru        | Astana          | Astana           |

## Končna razvrstitev
| Legenda | Legenda                                  | Legenda | Legenda                                    |
| ------- | ---------------------------------------- | ------- | ------------------------------------------ |
|         | Predstavlja vodilnega v skupnem seštevku |         | Predstavlja najboljšega mladega kolesarja  |
|         | Predstavlja vodilnega po točkah          |         | Predstavlja vodilnega v gorski razvrstitvi |

### Rožnata majica
| Poz. | Kolesar                 | Ekipa             | Čas         |
| ---- | ----------------------- | ----------------- | ----------- |
| 1    | Alberto Contador (ESP)  | Tinkoff–Saxo      | 88h 22' 25" |
| 2    | Fabio Aru (ITA)         | Astana            | + 1' 53"    |
| 3    | Mikel Landa (ESP)       | Astana            | + 3' 05"    |
| 4    | Andrey Amador (CRC)     | Movistar Team     | + 8' 10"    |
| 5    | Ryder Hesjedal (CAN)    | Cannondale–Garmin | + 9' 52"    |
| 6    | Leopold König (CZE)     | Team Sky          | + 10' 41"   |
| 7    | Steven Kruijswijk (NED) | LottoNL–Jumbo     | + 10' 53"   |
| 8    | Damiano Caruso (ITA)    | BMC Racing Team   | + 12' 08"   |
| 9    | Alexandre Geniez (FRA)  | FDJ               | + 15' 51"   |
| 10   | Jurij Trofimov (RUS)    | Team Katusha      | + 16' 14"   |

| Poz. | Kolesar                          | Ekipa                       | Čas          |
| ---- | -------------------------------- | --------------------------- | ------------ |
| 11   | Maxime Monfort (BEL)             | Lotto–Soudal                | + 17' 51"    |
| 12   | Jurgen Van den Broeck (BEL)      | Lotto–Soudal                | + 25' 12"    |
| 13   | Tanel Kangert (EST)              | Astana                      | + 28' 05"    |
| 14   | Rigoberto Urán (COL)             | Etixx–Quick-Step            | + 28' 26"    |
| 15   | Amaël Moinard (FRA)              | BMC Racing Team             | + 30' 35"    |
| 16   | Darwin Atapuma (COL)             | BMC Racing Team             | + 40' 36"    |
| 17   | Mikel Nieve (ESP)                | Team Sky                    | + 48' 24"    |
| 18   | Giovanni Visconti (ITA)          | Movistar Team               | + 50' 32"    |
| 19   | Paolo Tiralongo (ITA)            | Astana                      | + 1h 03' 38" |
| 20   | Carlos Betancur (COL)            | AG2R La Mondiale            | + 1h 17' 27" |
| 21   | André Cardoso (POR)              | Cannondale–Garmin           | + 1h 19' 27" |
| 22   | Stefano Pirazzi (ITA)            | Bardiani–CSF                | + 1h 21' 38" |
| 23   | Diego Rosa (ITA)                 | Astana                      | + 1h 24' 57" |
| 24   | Franco Pellizotti (ITA)          | Androni Giocattoli–Sidermec | + 1h 30' 49" |
| 25   | Dario Cataldo (ITA)              | Astana                      | + 1h 35' 24" |
| 26   | Kanstancin Sivcov (BLR)          | Team Sky                    | + 1h 45' 52" |
| 27   | Jon Izagirre (ESP)               | Movistar Team               | + 1h 46' 30" |
| 28   | Roman Kreuziger (CZE)            | Tinkoff–Saxo                | + 1h 47' 03" |
| 29   | Beñat Intxausti (ESP)            | Movistar Team               | + 1h 49' 22" |
| 30   | Jonathan Monsalve (VEN)          | Southeast Pro Cycling       | + 1h 50' 19" |
| 31   | Davide Formolo (ITA)             | Cannondale–Garmin           | + 1h 53' 39" |
| 32   | Fabio Felline (ITA)              | Trek Factory Racing         | + 1h 55' 57" |
| 33   | Michael Rogers (AUS)             | Tinkoff–Saxo                | + 2h 11' 06" |
| 34   | David de la Cruz (ESP)           | Etixx–Quick-Step            | + 2h 15' 27" |
| 35   | Luis León Sánchez (ESP)          | Astana                      | + 2h 17' 30" |
| 36   | Sylvain Chavanel (FRA)           | IAM Cycling                 | + 2h 22' 52" |
| 37   | Pavel Kočetkov (RUS)             | Team Katusha                | + 2h 23' 10" |
| 38   | Igor Antón (ESP)                 | Movistar Team               | + 2h 27' 19" |
| 39   | Philippe Gilbert (BEL)           | BMC Racing Team             | + 2h 30' 21" |
| 40   | Przemysław Niemiec (POL)         | Lampre–Merida               | + 2h 39' 20" |
| 41   | Sebastián Henao (COL)            | Team Sky                    | + 2h 39' 28" |
| 42   | Hubert Dupont (FRA)              | AG2R La Mondiale            | + 2h 44' 08" |
| 43   | Francis Mourey (FRA)             | FDJ                         | + 2h 44' 29" |
| 44   | Ilnur Zakarin (RUS)              | Team Katusha                | + 2h 45' 10" |
| 45   | Sylwester Szmyd (POL)            | CCC–Sprandi–Polkowice       | + 2h 45' 21" |
| 46   | Kenny Elissonde (FRA)            | FDJ                         | + 2h 46' 57" |
| 47   | Maxime Bouet (FRA)               | Etixx–Quick-Step            | + 2h 48' 49" |
| 48   | Branislau Samoilau (BLR)         | CCC–Sprandi–Polkowice       | + 2h 49' 01" |
| 49   | Alessandro Bisolti (ITA)         | Nippo–Vini Fantini          | + 2h 51' 45" |
| 50   | Simone Stortoni (ITA)            | Androni Giocattoli–Sidermec | + 2h 51' 48" |
| 51   | Ivan Basso (ITA)                 | Tinkoff–Saxo                | + 2h 52' 16" |
| 52   | Silvan Dillier (SUI)             | BMC Racing Team             | + 2h 53' 04" |
| 53   | Jan Polanc (SLO)                 | Lampre–Merida               | + 2h 55' 08" |
| 54   | Matteo Montaguti (ITA)           | AG2R La Mondiale            | + 3h 01' 35" |
| 55   | Esteban Chaves (COL)             | Orica–GreenEDGE             | + 3h 01' 37" |
| 56   | Martijn Keizer (NED)             | LottoNL–Jumbo               | + 3h 02' 04" |
| 57   | Mauro Finetto (ITA)              | Southeast Pro Cycling       | + 3h 05' 25" |
| 58   | Francesco Gavazzi (ITA)          | Southeast Pro Cycling       | + 3h 06' 40" |
| 59   | Andrej Zeic (KAZ)                | Astana                      | + 3h 09' 32" |
| 60   | Francesco Manuel Bongiorno (ITA) | Bardiani–CSF                | + 3h 12' 36" |
| 61   | Grega Bole (SLO)                 | CCC–Sprandi–Polkowice       | + 3h 15' 43" |
| 62   | Rubén Fernández (ESP)            | Movistar Team               | + 3h 18' 16" |
| 63   | Simon Clarke (AUS)               | Orica–GreenEDGE             | + 3h 20' 33" |
| 64   | Diego Ulissi (ITA)               | Lampre–Merida               | + 3h 20' 48" |
| 65   | Sander Armée (BEL)               | Lotto–Soudal                | + 3h 21' 35" |
| 66   | Brent Bookwalter (USA)           | BMC Racing Team             | + 3h 21' 47" |
| 67   | Nate Brown (USA)                 | Cannondale–Garmin           | + 3h 23' 43" |
| 68   | Salvatore Puccio (ITA)           | Team Sky                    | + 3h 30' 11" |
| 69   | Clément Chevrier (FRA)           | IAM Cycling                 | + 3h 31' 24" |
| 70   | Marcus Burghardt (DEU)           | BMC Racing Team             | + 3h 33' 49" |
| 71   | Gianfranco Zilioli (ITA)         | Androni Giocattoli–Sidermec | + 3h 34' 29" |
| 72   | Sergej Lagutin (RUS)             | Team Katusha                | + 3h 36' 11" |
| 73   | Rinaldo Nocentini (ITA)          | AG2R La Mondiale            | + 3h 36' 24" |
| 74   | Jesús Herrada (ESP)              | Movistar Team               | + 3h 40' 04" |
| 75   | Axel Domont (FRA)                | AG2R La Mondiale            | + 3h 40' 42" |
| 76   | Tom-Jelte Slagter (NED)          | Cannondale–Garmin           | + 3h 43' 59" |
| 77   | Adam Hansen (AUS)                | Lotto–Soudal                | + 3h 49' 51" |
| 78   | Davide Villella (ITA)            | Cannondale–Garmin           | + 3h 57' 09" |
| 79   | Maciej Paterski (POL)            | CCC–Sprandi–Polkowice       | + 3h 58' 14" |
| 80   | Manuele Mori (ITA)               | Lampre–Merida               | + 3h 59' 30" |
| 81   | Marek Rutkiewicz (POL)           | CCC–Sprandi–Polkowice       | + 4h 00' 37" |
| 82   | Edoardo Zardini (ITA)            | Bardiani–CSF                | + 4h 00' 50" |
| 83   | Tobias Ludvigsson (SWE)          | Giant-Alpecin               | + 4h 02' 19" |
| 84   | Vasil Kirjienka (BLR)            | Team Sky                    | + 4h 03' 27" |
| 85   | Davide Malacarne (ITA)           | Astana                      | + 4h 04' 18" |
| 86   | Nick van der Lijke (NED)         | LottoNL–Jumbo               | + 4h 06' 57" |
| 87   | Anthony Roux (FRA)               | FDJ                         | + 4h 14' 22" |
| 88   | Luca Chirico (ITA)               | Bardiani–CSF                | + 4h 16' 30" |
| 89   | Simon Geschke (DEU)              | Giant-Alpecin               | + 4h 16' 52" |
| 90   | Lars Bak (DEN)                   | Lotto–Soudal                | + 4h 20' 23" |
| 91   | Tsgabu Grmay (ETH)               | Lampre–Merida               | + 4h 20' 33" |
| 92   | Pieter Weening (NED)             | Orica–GreenEDGE             | + 4h 20' 38" |
| 93   | Dayer Quintana (COL)             | Movistar Team               | + 4h 21' 18" |
| 94   | Patrick Gretsch (DEU)            | AG2R La Mondiale            | + 4h 25' 13" |
| 95   | Bert-Jan Lindeman (NED)          | LottoNL–Jumbo               | + 4h 26' 02" |
| 96   | Manuele Boaro (ITA)              | Tinkoff–Saxo                | + 4h 26' 32" |
| 97   | Sérgio Paulinho (POR)            | Tinkoff–Saxo                | + 4h 32' 23" |
| 98   | Marco Frapporti (ITA)            | Androni Giocattoli–Sidermec | + 4h 33' 17" |
| 99   | Chad Haga (USA)                  | Giant-Alpecin               | + 4h 34' 18" |
| 100  | Sonny Colbrelli (ITA)            | Bardiani–CSF                | + 4h 34' 27" |
| 101  | Giacomo Berlato (ITA)            | Nippo–Vini Fantini          | + 4h 35' 09" |
| 102  | Maksim Belkov (RUS)              | Team Katusha                | + 4h 35' 43" |
| 103  | Kévin Reza (FRA)                 | FDJ                         | + 4h 37' 05" |
| 104  | Elia Favilli (ITA)               | Southeast Pro Cycling       | + 4h 40' 04" |
| 105  | Julien Bérard (FRA)              | AG2R La Mondiale            | + 4h 42' 01" |
| 106  | Matteo Busato (ITA)              | Southeast Pro Cycling       | + 4h 42' 22" |
| 107  | Heinrich Haussler (AUS)          | IAM Cycling                 | + 4h 43' 01" |
| 108  | Pierpaolo De Negri (ITA)         | Nippo–Vini Fantini          | + 4h 46' 51" |
| 109  | Luke Durbridge (AUS)             | Orica–GreenEDGE             | + 4h 50' 24" |
| 110  | Fabio Sabatini (ITA)             | Etixx–Quick-Step            | + 4h 52' 39" |
| 111  | Luca Paolini (ITA)               | Team Katusha                | + 4h 54' 31" |
| 112  | Matteo Tosatto (ITA)             | Tinkoff–Saxo                | + 4h 54' 45" |
| 113  | Hugo Houle (CAN)                 | AG2R La Mondiale            | + 4h 54' 57" |
| 114  | SergeJ Černecki (RUS)            | Team Katusha                | + 5h 00' 19" |
| 115  | Ivan Rovni (RUS)                 | Tinkoff–Saxo                | + 5h 00' 44" |
| 116  | Petr Vakoč (CZE)                 | Etixx–Quick-Step            | + 5h 01' 14" |
| 117  | Fumijuki Beppu (JPN)             | Trek Factory Racing         | + 5h 02' 43" |
| 118  | Łukasz Owsian (POL)              | CCC–Sprandi–Polkowice       | + 5h 04' 07" |
| 119  | Maarten Tjallingii (NED)         | LottoNL–Jumbo               | + 5h 07' 22" |
| 120  | Janier Acevedo (COL)             | Cannondale–Garmin           | + 5h 09' 07" |
| 121  | Cédric Pineau (FRA)              | FDJ                         | + 5h 10' 03" |
| 122  | Sam Bewley (NZL)                 | Orica–GreenEDGE             | + 5h 10' 21" |
| 123  | Davide Appollonio (ITA)          | Androni Giocattoli–Sidermec | + 5h 11' 20" |
| 124  | Arnaud Courteille (FRA)          | FDJ                         | + 5h 12' 26" |
| 125  | Elia Viviani (ITA)               | Team Sky                    | + 5h 14' 35" |
| 126  | Sacha Modolo (ITA)               | Lampre–Merida               | + 5h 16' 43" |
| 127  | Maximiliano Richeze (ARG)        | Lampre–Merida               | + 5h 16' 51" |
| 128  | Brett Lancaster (AUS)            | Orica–GreenEDGE             | + 5h 18' 55" |
| 129  | Nikolay Mihaylov (BUL)           | CCC–Sprandi–Polkowice       | + 5h 20' 57" |
| 130  | Murilo Fischer (BRA)             | FDJ                         | + 5h 23' 37" |
| 131  | Alan Marangoni (ITA)             | Cannondale–Garmin           | + 5h 24' 22" |
| 132  | Aleksander Porsev (RUS)          | Team Katusha                | + 5h 26' 12" |
| 133  | Roberto Ferrari (ITA)            | Lampre–Merida               | + 5h 26' 53" |
| 134  | Caleb Fairly (USA)               | Giant-Alpecin               | + 5h 27' 03" |
| 135  | Christopher Juul-Jensen (DEN)    | Tinkoff–Saxo                | + 5h 30' 09" |
| 136  | Moreno Hofland (NED)             | LottoNL–Jumbo               | + 5h 32' 46" |
| 137  | Giacomo Nizzolo (ITA)            | Trek Factory Racing         | + 5h 33' 26" |
| 138  | Luka Mezgec (SLO)                | Giant-Alpecin               | + 5h 34' 36" |
| 139  | Serghei Țvetcov (ROU)            | Androni Giocattoli–Sidermec | + 5h 35' 03" |
| 140  | Bartłomiej Matysiak (POL)        | CCC–Sprandi–Polkowice       | + 5h 37' 55" |
| 141  | Eugenio Alafaci (ITA)            | Trek Factory Racing         | + 5h 38' 12" |
| 142  | Rick Zabel (DEU)                 | BMC Racing Team             | + 5h 42' 25" |
| 143  | Bernhard Eisel (AUT)             | Team Sky                    | + 5h 42' 37" |
| 144  | Rick Flens (NED)                 | LottoNL–Jumbo               | + 5h 45' 15" |
| 145  | Iljo Keisse (BEL)                | Etixx–Quick-Step            | + 5h 46' 04" |
| 146  | Boy van Poppel (NED)             | Trek Factory Racing         | + 5h 48' 23" |
| 147  | Jussi Veikkanen (FIN)            | FDJ                         | + 5h 48' 41" |
| 148  | Nikias Arndt (DEU)               | Giant-Alpecin               | + 5h 53' 20" |
| 149  | Fábio Silvestre (POR)            | Trek Factory Racing         | + 5h 54' 39" |
| 150  | Eduard-Michael Grosu (ROU)       | Nippo–Vini Fantini          | + 5h 54' 43" |
| 151  | Calvin Watson (AUS)              | Trek Factory Racing         | + 5h 56' 12" |
| 152  | Riccardo Stacchiotti (ITA)       | Nippo–Vini Fantini          | + 5h 59' 25" |
| 153  | Tom Stamsnijder (NED)            | Giant-Alpecin               | + 6h 00' 08" |
| 154  | Alessandro Malaguti (ITA)        | Nippo–Vini Fantini          | + 6h 03' 41" |
| 155  | Marco Bandiera (ITA)             | Androni Giocattoli–Sidermec | + 6h 06' 50" |
| 156  | Ji Cheng (CHN)                   | Giant-Alpecin               | + 6h 09' 33" |
| 157  | Eugert Zhupa (ALB)               | Southeast Pro Cycling       | + 6h 10' 11" |
| 158  | Bert De Backer (BEL)             | Giant-Alpecin               | + 6h 10' 15" |
| 159  | Nicola Boem (ITA)                | Bardiani–CSF                | + 6h 10' 26" |
| 160  | Michael Hepburn (AUS)            | Orica–GreenEDGE             | + 6h 13' 16" |
| 161  | Aleksejs Saramotins (LAT)        | IAM Cycling                 | + 6h 22' 00" |
| 162  | Roger Kluge (DEU)                | IAM Cycling                 | + 6h 33' 40" |
| 163  | Marco Coledan (ITA)              | Trek Factory Racing         | + 6h 40' 13" |

### Modra majica
| Poz. | Kolesar                 | Ekipa             | Točke |
| ---- | ----------------------- | ----------------- | ----- |
| 1    | Giovanni Visconti (ITA) | Movistar Team     | 125   |
| 2    | Mikel Landa (ESP)       | Astana            | 122   |
| 3    | Steven Kruijswijk (NED) | LottoNL–Jumbo     | 115   |
| 4    | Beñat Intxausti (ESP)   | Movistar Team     | 107   |
| 5    | Fabio Aru (ITA)         | Astana            | 80    |
| 6    | Carlos Betancur (COL)   | AG2R La Mondiale  | 75    |
| 7    | Ryder Hesjedal (CAN)    | Cannondale–Garmin | 70    |
| 8    | Simon Geschke (GER)     | Giant-Alpecin     | 53    |
| 9    | Pavel Kočetkov (RUS)    | Team Katusha      | 52    |
| 10   | Alberto Contador (ESP)  | Tinkoff–Saxo      | 51    |

### Rdeča majica
| Poz. | Kolesar                | Ekipa                       | Točke |
| ---- | ---------------------- | --------------------------- | ----- |
| 1    | Giacomo Nizzolo (ITA)  | Trek Factory Racing         | 181   |
| 2    | Philippe Gilbert (BEL) | BMC Racing Team             | 148   |
| 3    | Sacha Modolo (ITA)     | Lampre–Merida               | 147   |
| 4    | Elia Viviani (ITA)     | Team Sky                    | 144   |
| 5    | Nicola Boem (ITA)      | Bardiani–CSF                | 127   |
| 6    | Iljo Keisse (BEL)      | Etixx–Quick-Step            | 98    |
| 7    | Alberto Contador (ESP) | Tinkoff–Saxo                | 96    |
| 8    | Marco Bandiera (ITA)   | Androni Giocattoli–Sidermec | 92    |
| 9    | Diego Ulissi (ITA)     | Lampre–Merida               | 83    |
| 10   | Luka Mezgec (SLO)      | Giant-Alpecin               | 78    |

### Bela majica
| Poz. | Kolesar                   | Ekipa               | Čas          |
| ---- | ------------------------- | ------------------- | ------------ |
| 1    | Fabio Aru (ITA)           | Astana              | 88h 24' 18"  |
| 2    | Davide Formolo (ITA)      | Cannondale–Garmin   | + 1h 51' 46" |
| 3    | Fabio Felline (ITA)       | Trek Factory Racing | + 1h 54' 04" |
| 4    | Sebastián Henao (COL)     | Team Sky            | + 2h 37' 35" |
| 5    | Kenny Elissonde (FRA)     | FDJ                 | + 2h 45' 04" |
| 6    | Silvan Dillier (SUI)      | BMC Racing Team     | + 2h 51' 11" |
| 7    | Jan Polanc (SVN)          | Lampre–Merida       | + 2h 53' 15" |
| 8    | Esteban Chaves (COL)      | Orica–GreenEDGE     | + 2h 59' 44" |
| 9    | Francesco Bongiorno (ITA) | Bardiani–CSF        | + 3h 10' 43" |
| 10   | Rubén Fernández (ESP)     | Movistar Team       | + 3h 16' 23" |

### Ekipno po času
| Poz. | Ekipa             | Čas          |
| ---- | ----------------- | ------------ |
| 1    | Astana            | 264h 42' 31" |
| 2    | BMC Racing Team   | + 43' 16"    |
| 3    | Team Sky          | + 1h 13' 51" |
| 4    | Movistar Team     | + 1h 20' 16" |
| 5    | Cannondale–Garmin | + 2h 26' 57" |
| 6    | Lotto–Soudal      | + 3h 02' 42" |
| 7    | Tinkoff–Saxo      | + 3h 14' 36" |
| 8    | Team Katusha      | + 3h 32' 21" |
| 9    | FDJ               | + 4h 27' 13" |
| 10   | Etixx–Quick-Step  | + 4h 43' 52" |

### Ekipno po točkah
| Poz. | Ekipa           | Točke |
| ---- | --------------- | ----- |
| 1    | Astana          | 640   |
| 2    | BMC Racing Team | 334   |
| 3    | Lampre–Merida   | 317   |
| 4    | Team Sky        | 284   |
| 5    | Movistar Team   | 272   |
| 6    | Orica–GreenEDGE | 251   |
| 7    | LottoNL–Jumbo   | 239   |
| 8    | Bardiani–CSF    | 238   |
| 9    | Tinkoff–Saxo    | 233   |
| 10   | Team Katusha    | 233   |